# Dragi Stefanija
Dragi Stefanija, makedonski književnik in jezikoslovec, * 10. november 1933, Ohrid, Republika Makedonija, † 17. junij 2019, Ohrid.

## Življenjepis
Kot otrok je živel ob obali Ohridskega jezera.
Diplomiral je na Filozofski fakulteti Univerze Kiril i Metodij v Skopju leta 1958, skupina A makedonski jezik z dialektologijo in zgodovino jezika, B jugoslavistika in C rusistika. V času študija je bil sodelavec za jezik in kulturo pri časopisu skopskih študentov Studentski zbor. Po diplomi je od leta 1961 do konca 1963 delal na Delavski univerzi v Skopju kot strokovni sodelavec za jezik in književnost, potem je bil pedagoški svetovalec na Zavodu za šolstvo ohridskega okraja, leta 1965 pa dopisnik RTV Skopje iz Ohrida. 1967 je postal lektor za makedonski jezik na Filozofski fakulteti v Ljubljani. Doktoriral je aprila 1980 s temo Viktorija Pop Stefanija i nejziniot repertoar na ohridski i struški narodni pesni i drugi umotvorbi na Filozofski fakulteti v Ljubljani. Leta 1982 je na Oddelku za slovanske jezike in književnost postal docent, 1986 izredni in leta 1991 redni profesor za makedonski jezik in književnost. 